# Snežnica
Snežnica (hongrois : Havas) est un village de Slovaquie situé dans la région de Žilina.

## Histoire
La première mention écrite du village date de 1426.

## Démographie

### Évolution de la population
| Année:               | 1994. | 2004.    | 2014.   | 2024.    |
| -------------------- | ----- | -------- | ------- | -------- |
| Nombre de personnes: | 893   | 987      | 988     | 1129     |
| Différence:          |       | +10,52 % | +0,10 % | +14,27 % |

| Année:               | 2023. | 2024.   |
| -------------------- | ----- | ------- |
| Nombre de personnes: | 1127  | 1129    |
| Différence:          |       | +0,17 % |